# Чконія Ламара Григорівна
Ламара Григорівна Чконія (груз. ლამარა ჭყონია; 27 грудня 1930, Батумі, СРСР — 14 березня 2024) — радянська і грузинська оперна співачка (сопрано). Народна артистка Української РСР (1963). Народна артистка Грузинської РСР (1970). Народна артистка СРСР (1976). 

## Біографія
Закінчила Тбіліську консерваторію (1956). В 1956–1960 роках і з 1968 року — солістка Тбіліського театру опери і балету. 
В 1960–1968 — солістка Київського театру опери і балету.
Співала на сценах Великого театру Москви, Ленінградського театру опери та балету імені С. М. Кірова.
Вела концертно-виконавчу діяльність. Її камерний репертуар включають близько 400 творів російських, грузинських і зарубіжних композиторів. Гастролювала за кордоном (Румунія, Болгарія, Японія, Чехословаччина, Фінляндія, Італія, Канада, Португалія, Іспанія, Німеччина, Угорщина, Австрія, Швейцарія ін.).
З 1976 року викладала в Тбіліській консерваторії (з 1987 — професор). Депутат Верховної Ради СРСР 10-го скликання (1979—1984).
З 1996 року Ламара Чконія жила в Мадриді (Іспанія) разом зі своєю молодшою дочкою, оперною співачкою (сопрано) Етері Ламоріс (Eteri Lamoris), де продовжувала викладацьку діяльність. Старша дочка Натела Ніколі також оперна співачка. У 2011 році Ламара Чконія відзначала свій 80-річний ювілей творчим вечором у Київській опері

## Звання і нагороди
- Лауреат Всесоюзного конкурсу вокалістів ім. М. І. Глінки (3-я премія, Москва, 1960)
- Лауреат конкурсу вокалістів Міжнародного музичного фестивалю «Празька весна» (1960)
- Лауреат Міжнародного конкурсу молодих оперних співаків у Софії (3-я премія, 1963)
- Лауреат Міжнародного конкурсу «Мадам Баттерфляй» у Токіо (2-я премія, 1967, найкраще виконання партії Чіо-Чіо-сан)
- Заслужена артистка УРСР (1963)
- Народна артистка Української РСР (1963)
- Народна артистка Грузинської РСР (1970)
- Народна артистка СРСР (1976)
- Орден «Знак Пошани» (1974)
- Президентський орден Сяйво (Грузія, 2011)
- Орден Цариці Тамари (Грузія, 2011)
- Орден Святої Варвари Великомучениці (УПЦ МП, 2011)
- Дванадцятипроменева зірка «Кредо» — «за внесок у розвиток суспільства» (громадська організація «Грандів рейтингів і номінацій» (ГРІН), 2011)
- Премія «Cigno D'Oro (Італія, 2011)
- Медалі